# Juan Luis Sariego
Juan Luis Sariego Rodríguez (Oviedo, 25 de diciembre de 1949 - Chihuahua, 4 de marzo de 2015) fue un reconocido antropólogo que emigró de España en la época franquista y se instaló en México donde practicó dicha disciplina, generando fuerte influencia tanto en sus estudiantes como sus colegas. Fue igualmente cofundador de la ENAH-Chihuahua hoy EAHNM (Escuela de Antropología e Historia del Norte de México)

## Reseña biográfica
De raíces riosanas y ovetenes, por línea paterna, fue el tercer hijo, a la edad de cuatro años, se trasladó al poblado de Los Corrales de Buelna, dado el trabajo de su padre como ingeniero en la Fábrica de Nueva Montaña y Quijano S.A.
Realizó sus estudios de bachiller, al lado de sus hermanos en el internado perteneciente a la compañía de Jesús finalizando este en 1966, más tarde ingresa con los Jesuitas. 
Estudia la licenciatura en Filosofía y Letras por la Universidad de Comillas, más tarde en el año de 1971 se traslada como misionero al Chad en África, lugar donde trabajo durante varios años, este parece ser el precedente que llevó al Dr. Juan Luis Sariego a la disciplina antropológica, esto lo llevó a escribir el libro "Recueil de textes nár Tchad"
Terminando su labor en África se traslada nuevamente a España donde inicia estudios en sociológica especializándose en Antropología Social por la Universidad Complutense de Madrid. 
Para el año 1974 emigra a México, poco después deja a los Jesuitas, ingresa a la Universidad Iberoamericana donde estudia la Maestría en antropología social, en el periodo de 1978 a 1982 es profesor del CIESAS.
Es en el año de 1988 cuando se traslada a la ciudad de Chihuahua motivado por el interés en estudiar la región norte de México, lugar donde viviría 27 años ciudad en la que también más tarde en colaboración con Lourdes Pérez, Víctor Quintana, Luis Reygadas, Margarita Urías y Augusto Urteaga, fundan la ENAH-Chihuahua que más tarde cambiaría al nombre de Escuela de Antropología e Historia del Norte de México.
En 1993 ingresa al Doctordado en Ciencias antropológicas por la Universidad Autónoma Metropolitana, titulándose con la tesis "La cruzada indigenista en la Tarahumara".
Es reconocido por su calidad humana así como por su gran labor antropológica y aportación a la ciencia en México y en el mundo.

## Distinciones
- Fray Bernardino de Sahagun por su tesis de maestría.
- Profesor emérito del INAH

## Obra
- 1973 Recueil de textes nàr (Tchand).
- 1978 Los mineros de la Real del Monte. Características de un proceso de proletarización.
- 1978 Educación y trabajo en el sector industrial. Diseño de investigación.
- 1980 Educación y trabajo en el sector pesquero.
- 1983 (en coautoría con Federico Besserer y Victoria Novelo) El sindicalismo minero en México 1900-1950.
- 1987 (En coautoría con Cimet E, M. Dujovne, N García Canclini, J Gullco. C. Mendoza, F., Reyes G. Soltero y E. Nieto) El Público como propuesta. Cuatro estudios sociológicos en museos de arte.
- 1988 Enclaves y Minerales en el norte de México. Historia social de los mineros de Cananea y Nueva Rosita 1900-1970.
- 1988 (En coautoría con L. Reygadas, M.A. Gómez y F. J. Farrera) El estado y la minería mexicana. Política, trabajo y sociedad durante el siglo XX.
- 1994 La  lucha de los mineros de Chihuahua por el contrato único (1937-1938)
- 1998 (Como coordinador) Trabajo, territorio y sociedad en Chihuahua durante el siglo XX. Historia General de Chihuahua. Tomo V. Periodo Contemporáneo.
- 1998 (En coautoría con Contreras O, O., A. Covarrubias, M.A. Ramírez) Cananea. Tradición y modernidad en una mina histórica.
- 1998 El indigenismo en Chihuahua, Antología de Textos.
- 2003 El indigenismo en la Tarahumara. Identidad, comunidad, relaciones interétnicas y desarrollo en la Sierra de Chihuahua.
- 2006 San Ignacio de Arareko. Guía para adentrarse al entorno natural y al saber tarahumara.
- 2007 Los jornaleros agrícolas, invisibles productores  de riqueza. Nuevos procesos migratorios en el noroeste de México.
- 2008 La Sierra Tarahumara: travesías y pensares.
- 2008 Retos de la antropología en el norte de México. Primer coloquio Carl Lumholtz en el 15 aniversario de la ENAH  Chihuahua.
- 2008 El norte de México. Entre fronteras.
- 2011 (Coordinado con Victoria Novelo) La antropología de las orillas: prácticas profesionales en la periferia de la antropología mexicana.
- 2014 (Coordinado con Victoria Novelo) Temas emergentes en la antropología de las orillas